# Kostrza (Petite-Pologne)
Pour les articles homonymes, voir Kostrza.
Kostrza est une localité polonaise de la gmina de Jodłownik, située dans le powiat de Limanowa en voïvodie de Petite-Pologne.